# Разрез Березовский-1
Разрез Березовский-1 — угледобывающее предприятие, расположенное в Красноярском крае России. Входит в состав Сибирской угольной энергетической компании (СУЭК).

## История
Добыча угля на Березовском буроугольном месторождении началась в 1975 году. В Западной части карьерного поля будущего разреза «Березовский-1» был введен в эксплуатацию опытно-промышленный разрез «Березовский-1» с целью опробовать угли как топливо на различных электростанциях и найти методику их эффективного сжигания.
Строительство разреза «Березовский-1», проектной мощностью 55 млн.тонн, было начато в 1980 году, после принятия постановления в 1979 г. Советом министров СССР. В настоящее время[когда?] мощность по добыче угля составляет 13,5 млн тонн в год.
Одним из крупнейших потребителей разреза является Берёзовская ГРЭС.
Для связи карьера и станции использован нестандартный метод транспортировки топлива: бурый уголь поступает из разреза по транспортёру длиной 15 км.
За час на ГРЭС поступает 4 400 тонн угля.

## Запасы
Разрез «Березовский-1» добывает уголь на Березовском буроугольном месторождении, расположенном в Шарыповском районе Красноярского края.
По состоянию на 1 января 2006 г. балансовые запасы угля в границах действующего горного отвода составляют по категориям А+В+С1 — 3 706 327 тыс. тонн

## Добыча
Объём добычи в 2005 году составил 4 811 тыс. тонн.
На 2006 год запланировано добыть 4 929 тыс. тонн угля. По объёму добычи разрез Березовский-1 находится на третьем месте среди предприятий ОАО «СУЭК».
Всего выпущено 330276 штук обыкновенных акций и 85982 штук привилегированных.
Основной акционер — ОАО «МДМ-Банк» — владеет 74,85 % уставного капитала.

## Реорганизация
В мае 2007 г. акционеры ОАО «Разрез Бородинский», ОАО "Разрез «Березовский-1» и ОАО «Разрез Назаровский» приняли решение о слиянии в ОАО «СУЭК-Красноярск».